# يو إف سي على إي إس بي إن: لويس ضد تيكسيرا
يو إف سي على إي إس بي إن: لويس ضد تيكسيرا (بالإنجليزية: UFC on ESPN: Lewis vs. Teixeira) (المعروف أيضًا باسم يو إف سي على إي إس بي إن+ 70) هو حدث لفنون القتال المختلطة نظّمته يو إف سي، وأُقيم في 12 يوليو 2025، على بريدجستون أرينا في ناشفيل، تينيسي، الولايات المتحدة.

## الخلفية
كان هذا الحدث بمثابة الزيارة السابعة للمنظمة إلى ناشفيل والأولى منذ حدث يو إف سي على إي إس بي إن: ساندهاغن ضد فونت في أغسطس 2023.

## الجوائز الإضافية
حصل المقاتلون التاليون على مكافآت بقيمة 50 ألف دولار.
- قتال الليلة: مورغان شاريير ضد نيت لاندوير
- أداء الليلة: فالتر ووكر وفاطمة كلاين